# Hahnia eidmanni
Hahnia eidmanni là một loài nhện trong họ Hahniidae.
Loài này thuộc chi Hahnia. Hahnia eidmanni được Carl Friedrich Roewer miêu tả năm 1942.